# فؤاد قادیر
فؤاد قادیر (انگلیسی: Foued Kadir؛ زاده ۵ دسامبر ۱۹۸۳) یک بازیکن فوتبال اهل فرانسه-الجزایر است.